# 二羟苯宗
二羟苯宗（化学名：2,2'-二羟基-4-甲氧基二苯甲酮），是一种有机化合物，分子式C14H12O4，属于二苯甲酮衍生物，可作为防曬乳。